# Джон Каллен
Джон Каллен (англ. John Cullen, нар. 2 серпня 1964, Пуслинч, Онтаріо) — колишній канадський хокеїст, що грав на позиції центрального нападника. Грав за збірну команду Канади.
Провів понад 600 матчів у Національній хокейній лізі. Син хокеїста Беррі Каллена.

## Ігрова кар'єра
Хокейну кар'єру розпочав 1983 року.
У додатковому Драфті 1986 року був обраний під 10-м загальним номером командою «Баффало Сейбрс». 
Протягом професійної клубної ігрової кар'єри, що тривала 12 років, захищав кольори команд «Піттсбург Пінгвінс», «Гартфорд Вейлерс», «Торонто Мейпл-Ліфс» та «Тампа-Бей Лайтнінг».
Загалом провів 674 матчі в НХЛ, включаючи 53 гри плей-оф Кубка Стенлі.
Виступав за збірну Канади, провів 10 ігор в її складі.

## Нагороди та досягнення
- Учасник Матчу всіх зірок НХЛ — 1991, 1992.
- Приз Білла Мастерсона — 1999.

## Статистика

### Клубні виступи
| Сезон        | Клуб                    | Ліга         | Регулярний сезон | Регулярний сезон | Регулярний сезон | Регулярний сезон | Регулярний сезон | Плей-оф | Плей-оф | Плей-оф | Плей-оф | Плей-оф |
| Сезон        | Клуб                    | Ліга         | І                | Г                | П                | О                | ШХ               | І       | Г       | П       | О       | ШХ      |
| ------------ | ----------------------- | ------------ | ---------------- | ---------------- | ---------------- | ---------------- | ---------------- | ------- | ------- | ------- | ------- | ------- |
| 1983–84      | Бостонський університет | НКАА         | 40               | 23               | 33               | 56               | 28               | —       | —       | —       | —       | —       |
| 1984–85      | Бостонський університет | НКАА         | 41               | 27               | 32               | 59               | 46               | —       | —       | —       | —       | —       |
| 1985–86      | Бостонський університет | НКАА         | 43               | 25               | 49               | 74               | 54               | —       | —       | —       | —       | —       |
| 1986–87      | Бостонський університет | НКАА         | 36               | 23               | 29               | 52               | 35               | —       | —       | —       | —       | —       |
| 1987–88      | «Флінт Спірітс»         | ІХЛ          | 81               | 48               | 109              | 157              | 113              | 16      | 11      | 15      | 26      | 16      |
| 1988–89      | «Піттсбург Пінгвінс»    | НХЛ          | 79               | 12               | 37               | 49               | 112              | 11      | 3       | 6       | 9       | 28      |
| 1989–90      | «Піттсбург Пінгвінс»    | НХЛ          | 72               | 32               | 60               | 92               | 138              | —       | —       | —       | —       | —       |
| 1990–91      | «Піттсбург Пінгвінс»    | НХЛ          | 65               | 31               | 63               | 94               | 83               | —       | —       | —       | —       | —       |
| 1990–91      | «Гартфорд Вейлерс»      | НХЛ          | 13               | 8                | 8                | 16               | 18               | 6       | 2       | 7       | 9       | 10      |
| 1991–92      | «Гартфорд Вейлерс»      | НХЛ          | 77               | 26               | 51               | 77               | 141              | 7       | 2       | 1       | 3       | 12      |
| 1992–93      | «Гартфорд Вейлерс»      | НХЛ          | 19               | 5                | 4                | 9                | 58               | —       | —       | —       | —       | —       |
| 1992–93      | «Торонто Мейпл-Ліфс»    | НХЛ          | 47               | 13               | 28               | 41               | 53               | 12      | 2       | 3       | 5       | 0       |
| 1993–94      | «Торонто Мейпл-Ліфс»    | НХЛ          | 53               | 13               | 17               | 30               | 67               | 3       | 0       | 0       | 0       | 0       |
| 1994–95      | «Піттсбург Пінгвінс»    | НХЛ          | 46               | 13               | 24               | 37               | 66               | 9       | 0       | 2       | 2       | 8       |
| 1995–96      | «Тампа-Бей Лайтнінг»    | НХЛ          | 76               | 16               | 34               | 50               | 65               | 5       | 3       | 3       | 6       | 0       |
| 1996–97      | «Тампа-Бей Лайтнінг»    | НХЛ          | 70               | 18               | 37               | 55               | 95               | —       | —       | —       | —       | —       |
| 1998–99      | «Тампа-Бей Лайтнінг»    | НХЛ          | 4                | 0                | 0                | 0                | 2                | —       | —       | —       | —       | —       |
| 1998–99      | «Клівленд Ламберджекс»  | ІХЛ          | 6                | 2                | 7                | 9                | 0                | —       | —       | —       | —       | —       |
| Усього в НХЛ | Усього в НХЛ            | Усього в НХЛ | 621              | 187              | 363              | 550              | 898              | 53      | 12      | 22      | 34      | 58      |

### Збірна
| Рік                | Команда            | Турнір             | Місце              | І  | Г | П | О | ШХ |
| ------------------ | ------------------ | ------------------ | ------------------ | -- | - | - | - | -- |
| 1990               | Канада             | ЧС                 | 4-е                | 10 | 1 | 3 | 4 | 0  |
| Національна збірна | Національна збірна | Національна збірна | Національна збірна | 10 | 1 | 3 | 4 | 0  |